# Ngada (Sprache)
Ngada (auch Ngad'a oder Ngadha) ist eine im Zentralteil von Flores vom gleichnamigen Volk der Ngada gesprochene Sprache. Sie gehört zu den zentral-östlichen-malayo-polynesischen Sprachen der malayo-polynesischen Sprachen innerhalb der austronesischen Sprachen. 